# Calvera (estrella)
Calvera es el nombre informal por el que se conoce a la estrella de neutrones 1RXS J141256.0+792204, situada en la constelación de la Osa Menor. Se piensa que puede estar a una distancia comprendida entre 250 y 1000 años luz, lo que la convertiría en la estrella de neutrones posiblemente más próxima a la Tierra.
Calvera es una estrella de neutrones aislada, es decir, no está asociada a un resto de supernova, no forma parte de una estrella binaria, ni es un púlsar de ondas de radio. Dado que a las siete estrellas de neutrones aisladas descubiertas anteriormente las denominaron Los Siete Magníficos, el nombre de Calvera se puso a modo de broma por ser el villano de la película del mismo nombre (*). Comparando un catálogo de 18.000 fuentes emisoras de rayos X del satélite ROSAT —que funcionó entre 1990 y 1999—, se vio que no tenía ningún homólogo en otras longitudes de onda (espectro visible, infrarrojo o radiofrecuencias). En 2006, utilizando el Observatorio Swift, se observó que la cantidad de radiación X emitida seguía siendo similar, y se concluyó que definitivamente no estaba asociado a ningún otro objeto.
Como objeto brillante en rayos X y tenue en luz visible, no se sabe que tipo de estrella de neutrones puede ser. Se piensa que puede ser un ejemplo atípico de una clase ya conocida, o bien el primer objeto de un nuevo tipo de estrellas de neutrones. Se encuentra lejos del disco de la Vía Láctea, claramente ubicado en el halo galáctico.